# Разделение государств
Разделение государств — процесс изменения политических границ, при котором два или более государства расширяют свои границы на территорию, которую какое-либо сообщество считает своей родиной.

## История
Брендан О’Лири, ирландский политолог, отличал процесс раздела от отделения (сецессии), которая затрагивала изменение политических границ внутри каких-либо политических единиц.
Для политологов Дубнова и Робсона раздел — это физическое разделение территории по этнорелигиозному признаку на отдельные национальные государства. Они рассматривают раздел в контексте миростроительства после Первой мировой войны и возникших в результате него «новых разговоров об этнической принадлежности, государственности и гражданстве». Послевоенные соглашения, такие как мандатная система Лиги Наций, продвигали «новый политический язык этнического сепаратизма как центральный аспект национального самоопределения, одновременно защищая и маскируя преемственность и даже расширение французского и, особенно, британского господства в мире».
Хотя Ранабир Самаддар называет распад Австро-Венгрии примером раздела, возникшего в результате конкурирующих национальных амбиций, он согласен, что раздел приобрел известность после Первой мировой войны, особенно с разделением Османской империи. К этому моменту, по его мнению, этническая принадлежность стала основным обоснованием предложений о границе.
Дубнов и Робсон утверждают, что после Второй мировой войны раздел превратился из «имперской тактики в организующий принцип мировой дипломатии».
Разделы стран чаще всего происходят с насилием. Прослеживая прецедент раздела Ирландии в переселении населения на территории бывшей Османской империи и создании национальных «большинства» и «меньшинства», Дубнов и Робсон подчеркивают, что разделы после раздела Ирландии содержали предложения о перемещении «неудобного населения» в дополнение к насильственному территориальному разделу на отдельные государства, что, как они отмечают, имело насильственные последствия для местных субъектов, которым была поручена задача «выделить физически отдельные политические образования на местах и сделать их этнически однородными».
Т. Г. Фрейзер отмечает, что Великобритания предложила раздел Ирландии и Палестины в качестве метода разрешения конфликта между конкурирующими национальными группами, но ни в одном случае это не положило конец межобщинному насилию. Скорее, утверждает Фрейзер, раздел просто придал этим конфликтам «новое измерение».
Точно так же А. Дирк Мозес утверждает, что раздел «не столько решает проблемы меньшинств, сколько складывает их в разные контейнеры по мере того, как проблемы меньшинств снова появляются в разделенных единицах», отвергая то, что он называет «божественными картографиями», которые стремятся «аккуратно отобразить народы, естественно возникшие в своей родины» за игнорирование гетерогенной реальности идентичности в реальном мире.

## Аргументы в пользу разделения
- Историцистический — данный раздел неизбежен, либо он уже происходит, и остановить его нельзя.
- В крайнем случае — этот раздел должен быть осуществлен во избежание наихудших результатов (например, геноцида), если другие методы не помогли.
- Разделение предлагает лучшую перспективу уменьшения конфликта, чем если бы существующие границы не были изменены.
- Раздел уменьшит нынешнее насилие и конфликты, и что новые, более гомогенизированные государства будут более стабильными.
- Неоднородность приводит к проблемам, следовательно, целью любой политики должны быть однородные государства[1].

## Аргументы против разделения
- Национальное территориальное единство делимой страны будет утрачено.
- Невозможно провести действительно справедливый раздел.
- Иногда сложно решить, как будут проведены новые границы.
- Высока вероятность возникновения беспорядков и насилия.
- Разделение не приводит к желаемой гомогенизации.

Дэниел Познер утверждал, что разделение разнообразных сообществ на однородные сообщества вряд ли решит проблемы межобщинных конфликтов, поскольку изменение границ изменит стимулы участников и приведет к новым расколам. Например, в то время как раскол между мусульманами и индуистами, возможно, был наиболее заметным в движении за независимость Индии, создание религиозно однородного индуистского государства (Индия) и религиозно однородного мусульманского государства (Пакистан) создало новые социальные расколы по линиям кроме религии в обоих этих штатах. Познер пишет, что относительно однородные страны могут быть более склонны к насилию, чем страны с большим количеством одинаково подобранных этнических групп.

## Примеры
- Раздел Африки.
- Раздел Римской империи на Западную и Восточную.
- Раздел Пруссии по Второму Торуньскому миру на Королевскую Пруссию и герцогство Пруссия.
- Немецкая оккупация Чехословакии. Раздел Чехословакии на Протекторат Богемии и Моравии (входивший в состав Третьего рейха) и Словацкую республику, государство-сателлит Германии.
- Раздел Германской империи по Версальскому договору.
- Раздел Османской империи.
- Раздел Ирландии в 1920 году.
- Раздел Армении между Советским Союзом и Турцией по Карсскому договору 1921 года.
- Раздел Германии после Второй мировой войны.
- Раздел Кореи в 1945 году.
- Неосуществлённый план раздела британского мандата в Палестине.
- Раздел Британской Индии на независимые Индию и Пакистан.
- Раздел Польши в 1939 году.